# Man! I Feel like a Woman!
Man! I Feel like a Woman! è una canzone country pop scritta nel 1997 e compresa nell'album Come on Over di Shania Twain.
Il brano è un movimentato inno femminista, in cui la protagonista dichiara che "il bello di essere una donna è la prerogativa di potersi divertire un po'", e invita le sue ascoltatrici a ballare in "camicie da uomo e minigonne". Si tratta di uno dei brani più rappresentativi di Shania Twain, e uno dei suoi maggiori successi in tutto il mondo.
La canzone, scritta da Shania Twain e Robert Mutt Lange, ha un ritmo di 126 battiti al minuto e incorpora un riff di chitarra rock. La voce di Twain va dal Fa3 al Rebemolle5. La canzone comincia con la cantante che esclama "Let's go, girls!".
"Man! I Feel like a Woman" ha vinto il Grammy Award del 2000 per la Miglior Interpretazione Vocale Country Femminile, categoria vinta dalla stessa Twain l'anno precedente con "You're Still the One".
Shania Twain ha interpretato "Man! I Feel like a Woman!" assieme al brano "Up!" durante l'halftime show del Super Bowl XXXVII al Qualcomm Stadium di San Diego.

## Recensioni
Nick Reynolds di BBC Music lo descrisse come "la colonna sonora di migliaia di sabati sera in tutto il mondo occidentale". Brian James di PopMatters commentò che il titolo della canzone "ha una proporzione parole/punti esclamativi da far impallidire i titolisti del 'National Enquirer'."
Laura McClellan di Taste of Country scrisse: "L'iconica introduzione del brano e la sua abilità di far cantare in coro hanno gli hanno valso un Grammy e una posizione numero 4 nella classifica country. I puristi del pop più puro continuano a intonare questo brano ad anni di distanza, pur mangiandosi un po' le parole del ritornello".
Ann Powers di NPR Music scrisse che il brano "unisce univocamente il country pop al mondo del rock, espandendo il raggio d'azione del country in un modo che riflette i gusti dei suoi ascoltatori più giovani". Brian James di The A.V. Club commentò il testo femminista sostenendo che "è così scialbo e monotono da risultare praticamente inesistente. Poco più di tre minuti e mezzo di colonna sonora per la pubblicità di un rasoio per le gambe. Il fatto che l'interpretazione di Twain di ribellione femminile includa tingersi i capelli, strillare a voce alta e uscire a ballare con le amiche fa pensare che si stia ribellando contro degli irrealistici standard da epoca vittoriana".

## Il video
Il video musicale di Man! I Feel like a Woman! è stato girato a New York e diretto da Paul Boyd l'11 gennaio 1999 e ha debuttato il 3 marzo 1999.
Il videoclip riprende, a ruoli invertiti, il video di "Addicted to Love" e quello di "Simply Irresistible" di Robert Palmer. Dove Palmer era circondato da donne monoespressive, il videoclip di Shania Twain la vede vestita come una ballerina di cabaret attorniata dalla sua band di modelli tutta al maschile. All'inizio del video la cantante indossa un lungo cappotto nero, che toglie a metà del video per rivelare un vestitino nero, corredato da stivali alti e collarino dello stesso colore.
Il video ha vinto il MuchMoreMusic Video of the Year ai MuchMusic Video Awards nel 2000. La versione originale del video è disponibile sul DVD Shania Twain - The Platinum Collection.

## Tracce
CD-Single
1. Man! I Feel like A Woman! - 3:54
2. Don't Be Stupid (You Know I Love You) (Extended Dance Mix) - 4:44

CD-Maxi
1. Man! I Feel like A Woman! - 3:54
2. Black Eyes, Blue Tears (Live / Direct TV) - 4:22
3. That Don't Impress Me Much (India Mix) - 4:42
4. Man! I Feel like A Woman! (Alternate Version) - 3:53

## Classifiche
| Classifica                                  | Posizione più alta |
| ------------------------------------------- | ------------------ |
| Australia                                   | 3                  |
| Austria                                     | 11                 |
| Belgio Fiandre                              | 16                 |
| Belgio Vallonia                             | 7                  |
| Canada                                      | 2                  |
| Paesi Bassi                                 | 10                 |
| Francia                                     | 3                  |
| Germania                                    | 33                 |
| Nuova Zelanda                               | 1                  |
| Polonia                                     | 14                 |
| Svezia                                      | 20                 |
| Svizzera                                    | 43                 |
| Regno Unito                                 | 3                  |
| U.S. Billboard Hot 100                      | 23                 |
| U.S. Billboard Hot Country Singles & Tracks | 4                  |
| U.S. Billboard Adult Contemporary           | 16                 |